# Camera Camera
Camera Camera es el décimo álbum de la banda de rock progresivo británica Renaissance, lanzado en 1981.
El grupo se aleja del rock sinfónico y presenta una propuesta mucho más cercana al new wave de aquella época. 
Dos miembros de la formación clásica del grupo ya no participan en el disco, los cuales son sustituidos por Peter Gosling en teclados y Peter Barron en batería como músicos invitados.
Es el último disco donde participa la poeta inglesa Betty Thatcher escribiendo las letras de las canciones. Lo que escribió para el tema "Bonjour Swansong" fue una forma de darle "un ádios privado al grupo".

## Lista de canciones
1. "Camera Camera" (6:01) 
2. "Faeries (Living at the Bottom of the Garden)" (3:45)
3. "Remember" (4:33)
4. "Bonjour Swansong" (3:32)
5. "Tyrant-Tula" (5:58)
6. "Okichi-San" (6:00)
7. "Jigsaw" (5:00)
8. "Running Away from You" (3:35)
9. "Ukraine Ways" (6:37)

## Integrantes
- Annie Haslam - voz principal, coros
- Michael Dunford - guitarra acústica y eléctrica, coros
- Jon Camp - bajo eléctrico, guitarra eléctrica, coros.

Músicos invitados:
- Peter Gosling - teclados, coros.
- Peter Barron  - batería, percusiones, coros.

Letras:
- Betty Thatcher